# Navaescurial
Navaescurial es un municipio de España perteneciente a la provincia de Ávila, en la comunidad autónoma de Castilla y León. Forma parte de la comarca de El Barco de Ávila-Piedrahíta y al partido judicial de Piedrahíta. Está situado en el valle del Corneja, en la vertiente norte de la sierra de Villafranca. En 2017 contaba con una población de 55 habitantes.

## Geografía
Está situado en el sudoeste de la provincia. La distancia a Ávila es de 64 km y el acceso es a través de un desvío de la N-110 a la altura de San Miguel de Corneja. También está comunicado con Villafranca de la Sierra a través de un camino, recientemente rehabilitado, en buenas condiciones. Tiene tres anejos denominados El Barrio, Las Marías y Zapata, una extensión de 35,7 km².
La localidad está situada a una altitud de 1211 m s. n. m., con una cota máxima de 2059 m en el municipio (Cerro Moros).
| Noroeste: Piedrahíta           | Norte: San Miguel de Corneja | Noreste: Villafranca de la Sierra           |
| Oeste: Piedrahíta              |                              | Este: Villafranca de la Sierra              |
| Suroeste: Santiago del Collado | Sur: San Juan de Gredos      | Sureste: San Martín de la Vega del Alberche |

### Geología
Asentada sobre el zócalo hercínico del Sistema Central constituido por materiales de origen ígneos, principalmente granitoides inhomogéneos y gneises bandeados. A la altura de la ermita situada en el cruce que sube al pueblo de Navaescurial aflora en forma de pequeños bolos que no superan los 30 cm de diámetro el dique posthercínico de Plasencia-Alentejo que discurre de forma diagonal en dirección Piedrahíta-Villafranca de la Sierra (en esta última ha existido una explotación del dique que se utilizaba para afirmar carreteras).

### Flora y fauna
La propia que se da en la sierra de Villafranca.

## Demografía
Navaescurial cuenta con una población de 53 habitantes (INE 2024).
| Gráfica de evolución demográfica de Navaescurial entre 1842 y 2021 |
| |
| Población de derecho según los censos de población del INE. Población de hecho según los censos de población del INE.En este censo se denominaba Navaescurial y anejos: 1842. |

## Economía
La fuente principal de ingresos de sus habitantes es la agrícola-ganadera. La utilización agrícola del suelo según datos de Ministerio de Agricultura (M.A.P.A.) a través del Mapa de Cultivos y Aprovechamientos número 554 es la siguiente (datos expresados en hectáreas):
- Siendo:

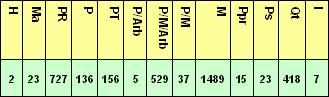
Tabla de Cultivos y Aprovechamientos del suelo de Navaescurial.

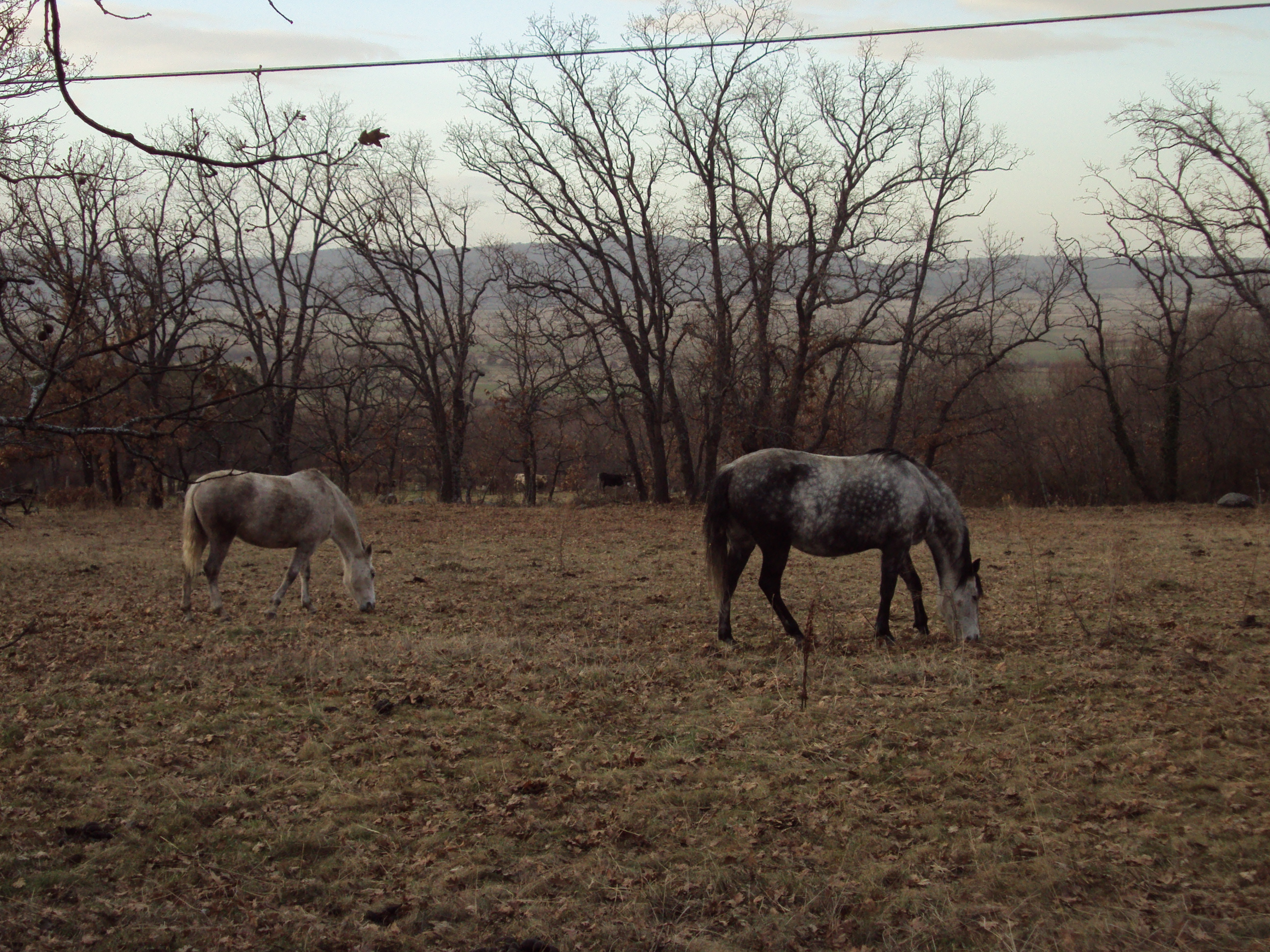
Caballos pastando

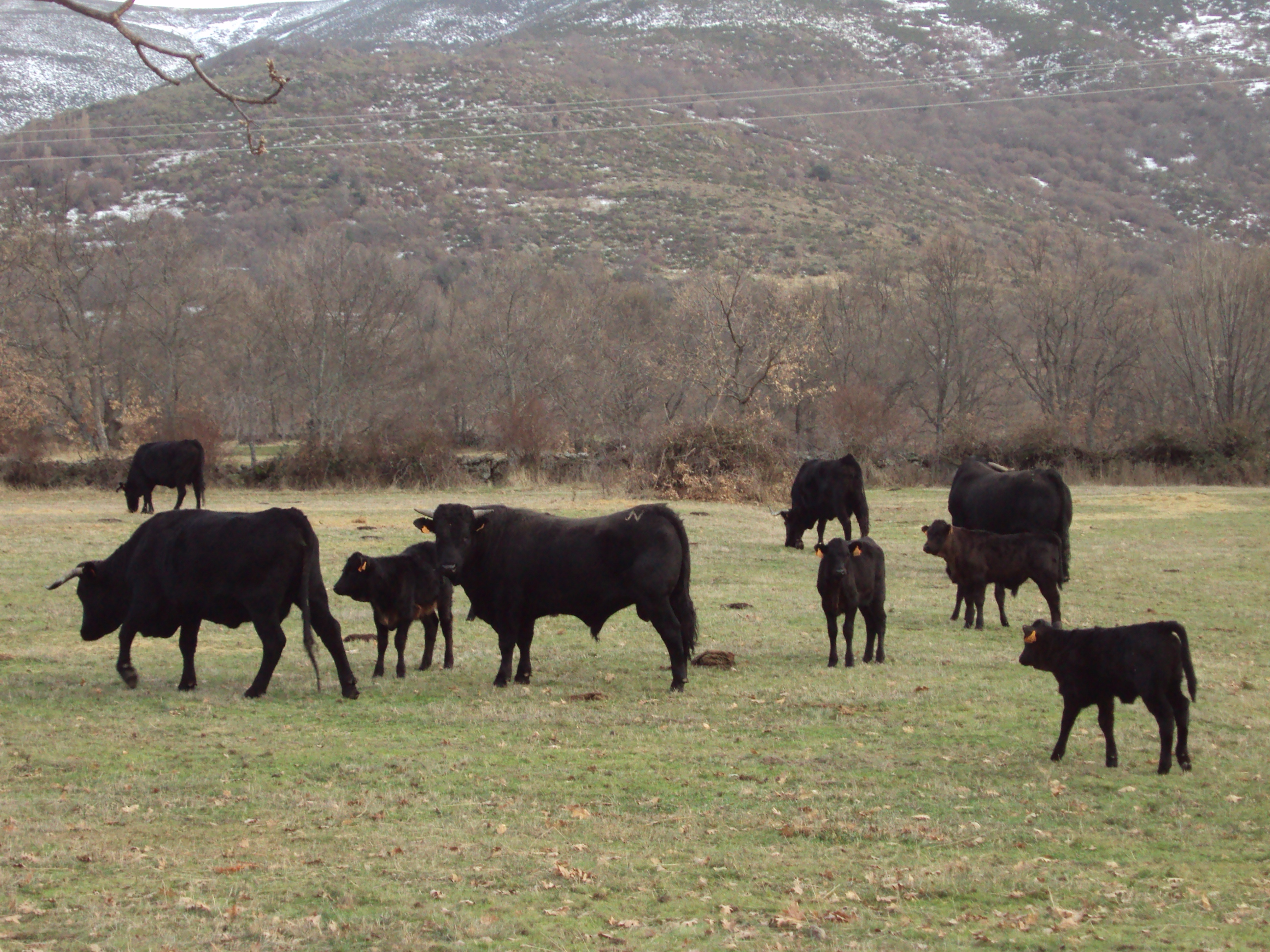
Rebaño de ganado vacuno de raza avileña-negra ibérica.

H: Huerta | Ma: Manzanos en regadío | PR: Pradera | P: Pastizal | PT: Pastizal de alta montaña | P/Arb: Pastizal arbolado | P/M/Arb: Pastizal-matorral arbolado | P/M: Asociación de pastizal y matorral | PT/M: Asociación de pastizal de alta montaña con matorral | M: Matorral | Ppr: Superficie arbolada con pino negral(Pinus pinaster) | Ps: Superficie arbolada con pino silvestre (Pinus sylvestris) | Qt: Superficie arbolada con rebollos (Quercus pyrenaica) | I: Improductivo.
Últimos datos del Ministerio publicados en 1985.

## Patrimonio
- Ermita de Santa Apolonia, en el cruce para subir a Navaescurial. Su artesonado es semejante al de la iglesia de San Bartolomé. Se presentan la Anunciación, el Nacimiento, la Crucifixión, el desmayo de la Virgen y la Resurrección. El retablo de pequeñas dimensiones como la ermita es renacentista.

- Iglesia de San Bartolomé, de una sola nave construida entre los siglos XVII y el XVIII. El excelente artesonado ocupa toda la nave de la iglesia. Para Fernández-Shaw, en el año 1688, según la inscripción del tirante de la nave, se procedería a restaurar las cubiertas de madera por deterioro, pues hay restos de decoración y lazos característicos que lo situarían en los años finales del siglo XVI. El altar mayor de tres calles y alto basamento es barroco, fue construido en torno a 1702 por Antonio de Nao con traza de Manuel González. Los colaterales también son barrocos: el izquierdo es de 1757, y representa la Advocación de la Virgen del Rosario. El de la derecha con columnas salomónicas con racimos de uvas (1699). En la hornacina hay una Virgen con Niño, de principios del siglo XVII. La Virgen está de pie y el Niño en actitud de bendecir con la mano, y con la otra sujeta la bola del mundo. El retablo fue ofrecido por Domingo Hernández. En la hornacina central se representa a San Bartolomé.

- Iglesia de Nuestra Señora de la Concepción, en El Barrio. Se trata de un templo de una sola nave, posiblemente del siglo XVII. En la cabecera destaca la bóveda de lunetos, aunque está encalada.Sus retablos fueron realizados durante el siglo XVIII. Permanecen en blanco y guardan una gran uniformidad entre ellos. Uno de ellos cobija al Cristo de la Humildad, patrón de El Barrio.

- Al abulense emprendedor (escultura a mis padres) y Analiza, esculturas de Santiago de Santiago.

## Cultura

### Fiestas
- 9 de febrero: Santa Apolonia, patrona del pueblo.
- Último domingo de mayo: Santísimo Cristo de la Humildad, El Cristo de El Barrio.
- 24 de agosto: San Bartolomé.